# オンリー・ワン・ロード
「オンリー・ワン・ロード」（英: Only One Road=たった一つの道）は、セリーヌ・ディオンのアルバム『ラヴ・ストーリーズ』からの5枚目のシングル。カナダで1994年10月31日に、アメリカで1994年11月21日に、イギリス、アイルランド、オーストラリアで1995年5月に、その他のヨーロッパ諸国では1995年7月に発売された。

## 概要
ミュージックビデオはGreg Masuakの監督により制作され、1995年1月に公開された。
このシングルのB面には、フランスで「オンリー・ワン・ロード」の代わりにシングル発売された「コーリング・ユー」が収録されている。
シングルはイギリスとアイルランドでトップ入りし、それぞれ最高8位を記録している。その他の国でもオーストラリア（23位）、オランダ（40位）でトップ40位入りするなどヒットしている。ニールセン・サウンドスキャンによればアメリカ国内で2万5000枚を売り上げた。
この曲は後に発売されたいずれもディオンのベストアルバム『ザ・スペシャル・ベスト』（2000年）と『マイ・ラヴ：エッセンシャル・コレクション』のヨーロッパ版（2008年）にも収録されている。
この曲はまたビリー・ポーターによってカバーされ、人権団体ヒューマン・ライツ・キャンペーンのコンピレーションアルバム『ラヴ・ロックス』に収録されている。
- 調（転調あり）：変ロ長調（B♭）→ハ長調（C）

## 収録曲
オーストラリア／ヨーロッパ版CDシングル
1. 「オンリー・ワン・ロード」 – 4:49
2. 「コーリング・ユー（英語版）」（ライヴ） – 4:04

アメリカ版CDシングル
1. 「オンリー・ワン・ロード」 – 4:49
2. 「パワー・オブ・ラヴ」（ライヴ） – 4:41

オーストラリア／ヨーロッパ版CDマキシシングル
1. 「オンリー・ワン・ロード」 – 4:49
2. 「愛はここに」 – 3:50
3. 「コーリング・ユー」（ライヴ） – 4:04

オーストラリア／ヨーロッパ版CDマキシシングル#2
1. 「オンリー・ワン・ロード」 – 4:49
2. 「ミスレッド」（MK・ミックス） – 6:44
3. 「ラヴ・キャン・ムーヴ・マウンテンズ」（クラブ・ミックス） – 5:30
4. 「ミスレッド」（MK・ダブ） – 8:56

## 公式編曲版
1. 「オンリー・ワン・ロード」（ラジオ・エディット） – 3:57
2. 「オンリー・ワン・ロード」（ブレックファスト・エディット） – 3:05
3. 「オンリー・ワン・ロード」（アルバム・バージョン） – 4:49

## チャート
| チャート（1994年）                                         | 最高位 |
| ---------------------------------------------------------- | ------ |
| カナダ・RPMトップシングル                                  | 15     |
| カナダ・RPMアダルトコンテンポラリー                        | 1      |
| アメリカ・ビルボードホット100                              | 93     |
| アメリカ・ビルボードホットアダルトコンテンポラリートラック | 27     |
| チャート（1995年）                                         | 最高位 |
| オーストラリア・シングルチャート                           | 23     |
| ベルギー フランデレン地域圏・シングルチャート              | 17     |
| ベルギー ワロン地域圏・シングルチャート                    | 19     |
| オランダ・シングルチャート                                 | 40     |
| 全欧シングルチャート                                       | 27     |
| アイルランド・シングルチャート                             | 8      |
| 全英シングルチャート                                       | 8      |